# Batalla de Poitiers (732)
|  | Si cerqueu la batalla que va enfrontar francesos i anglesos el 1356, vegeu «batalla de Poitiers (1356)». |

La batalla de Poitiers (moltes vegades anomenada batalla de Tours, i coneguda en el món àrab com a Balat aix-Xuhadà o Calçada dels Màrtirs), va tenir lloc el 10 d'octubre de l'any 732 entre les forces comandades pel líder franc Carles Martell i un exèrcit islàmic comandat per l'emir Abd-ar-Rahman ibn Abd-Al·lah al-Ghafiqí entre les ciutats de Tours i Poitiers, a França. Durant la batalla, els francs derrotaren l'exèrcit islàmic i Al-Ghafiqí fou mort. Aquesta batalla aturà l'expansió cap al nord de l'islam des de la península Ibèrica i és considerada per molts historiadors com un esdeveniment d'importància macrohistòrica, pel fet que probablement va aturar la invasió d'Europa pels musulmans i hi va preservar el cristianisme com la fe dominant durant un període en què l'islam arrasava les restes dels antics imperis romà i persa.

## Combatents
- Els francs foren comandats per en Carles Martell. Hi ha diverses estimacions de les seves forces, però normalment es consideren d'entre 15.000 i 75.000 soldats. Segons Sant Denís, tingueren 1.500 baixes.
- Els musulmans, liderats per Abd-ar-Rahman al-Ghafiqí, entre 60.000 i 400.000 cavallers (és més probable que estigui més a prop del primer nombre que del segon).

## Antecedents

Era del Califat unificat
Expansió sota Muhammad, 622-632
Expansió sota els califes Raixidun, 632-661
Expansió durant el califes omeies, 661-750

Els musulmans al nord de la península Ibèrica havien arrasat fàcilment Septimània: havien pres la seva capital, Narbona, que van anomenar Arbuna, i van donar unes condicions honorables als seus habitants. Ràpidament van pacificar el sud, on van establir el valiat d'Arbuna, i amenaçaren durant uns anys els territoris francs.
Eudes o Odó el Gran, duc d'Aquitània, havia derrotat decisivament una important força d'invasió el 712 en la batalla de Tolosa, però les ràtzies àrabs continuaren, i arribaren l'any 725 a la ciutat d'Autun a la Borgonya. Amenaçat pels àrabs pel sud i pels francs al nord, Odó el Gran s'alià amb Uthman ibn Naissa (primer valí d'Arbuna), anomenat Munusa pels francs, l'emir berber en el que més tard seria Catalunya. Com a tribut, Odó donà la seva filla Lampade en matrimoni a Uthman per segellar l'aliança, i les ràtzies àrabs als Pirineus (la frontera sud de n'Odó) s'aturaren.
Tanmateix, l'any següent Uthman es revoltà contra el governador d'Al-Àndalus Abd-ar-Rahman al-Ghafiqí, però aquest esclafà ràpidament la revolta, i dirigí després l'atenció contra l'antic aliat del traïdor, Odó. Segons un àrab no identificat, «aquell exèrcit passava per tot arreu com una tempesta desoladora». Odó va reunir el seu exèrcit a Bordeus, però va ser derrotat en la batalla del Garona, i la ciutat saquejada. Odó demanà ajut als francs, una ajuda que Carles Martell només li concedí després que aquell acceptés sotmetre's a l'autoritat franca. El 732, l'exèrcit àrab es dirigia cap al nord vers el riu Loira. Un possible motiu d'això, segons el segon continuador de Fredegard, eren les riqueses de l'abadia de Sant Martí de Tours, la més prestigiosa i sagrada d'aquell temps a l'oest d'Europa. En sentir la notícia, el majordom de palau austrasià, Carles Martell, reuní el seu exèrcit d'uns 15.000–75.000 veterans i va marxar cap al sud.

## Lloc
Malgrat la gran importància d'aquesta batalla, el lloc exacte on es va lliurar és desconegut. Molts historiadors assumeixen que els dos exèrcits es trobaren al punt on conflueixen els rius Clain i Vienne entre Tours i Poitiers.

## Batalla
Carles Martell posicionà l'exèrcit en un lloc on esperava que passés l'exèrcit musulmà, en una posició defensiva. És possible que la seva infanteria conjuntada, armada amb espases, llances i escuts, fessin una formació del tipus falange. Segons les fonts àrabs es van col·locar formant un gran quadre. Certament, donada la disparitat entre els dos exèrcits, ja que els francs eren gairebé tots infanteria i els musulmans eren cavallers muntats i amb armadura, en Carles Martel va lliurar una batalla defensiva molt brillant. En un lloc i en un temps escollits per ell, es trobà amb una força de llarg superior a la seva, i la va derrotar.
Durant sis dies, els dos exèrcits es vigilaren amb només batusses menors. Cap dels dos volia atacar. Els francs estaven ben habillats per al fred i tenien l'avantatge del terreny. Els àrabs no estaven tan ben preparats per al fred, però no volien atacar el que es pensaven que era un exèrcit franc superior en nombre. La batalla començà el setè dia, ja que Abd-ar-Rahman al-Ghafiqí no volia posposar la batalla indefinidament.
Abd-ar-Rahman al-Ghafiqí confià en la superioritat numèrica de la seva cavalleria, i la feu carregar repetidament. Aquesta vegada la fe dels musulmans en la seva cavalleria, armada amb llances llargues i espases, que els havia donat la victòria en batalles anteriors, no estava justificada. En una de les rares ocasions en què la infanteria medieval resistí càrregues de cavalleria, els disciplinats soldats francs resistiren els assalts, malgrat que, segons fonts àrabs, la cavalleria àrab aconseguí trencar l'exterior del quadre franc diverses vegades.
Segons una de les fonts franques, la batalla durà un dia –segons les fonts àrabs, dos–. Quan s'estengué entre l'exèrcit àrab que la cavalleria franca amenaçava el botí que s'havien endut de Bordeus, molts d'ells tornaren al campament. Això, a la majoria de l'exèrcit musulmà li semblà una desbandada en massa, i aviat ho va ser. Mentre intentava aturar la retirada, Abd-ar-Rahman al-Ghafiqí va ser envoltat i finalment mort, i els musulmans tornaren al seu campament.
L'endemà, quan els musulmans no van tornar a la batalla, els francs temeren una emboscada. Només després d'un reconeixement extensiu per part de soldats francs del campament musulmà, es va descobrir que els musulmans s'havien retirat durant la nit.

## Conseqüències
L'exèrcit àrab es retirà al sud més enllà dels Pirineus. En Carles es guanyà el sobrenom de Martell en aquesta batalla. Va continuar intentant expulsar els musulmans d'Aquitània i Septimània en els anys posteriors, i tornaria a derrotar-los en batalla a prop del riu Berra i a Narbona.

## Importància macrohistòrica
Contemporanis cristians, des de Beda fins a Teòfanes Isàuric, van registrar curosament la batalla i van ser ràpids en extreure'n el que veien com les implicacions. Estudiosos posteriors tals com Edward Gibbon opinaren que, si Carles Martell hagués caigut, els àrabs haurien conquerit fàcilment una Europa dividida. Segons Gibbon, «Una marxa victoriosa s'havia prolongat mil milles des de Gibraltar fins a les ribes del Loira; la repetició d'un espai igual hauria dut els sarraïns als confins de Polònia i a les Highlands d'Escòcia; el Rin no costa més de passar que el Nil o l'Eufrates, i la flota àrab podria haver navegat sense una batalla naval fins a les boques del Tàmesi». Algunes estimacions modernes de l'impacte de la batalla s'han apartat de l'extrem de la posició de Gibbon, però la seva conjectura rep el suport de molts altres historiadors.
Així doncs, atesa la importància que els registres àrabs de l'època donaren a la mort d'Abd-ar-Rahman al-Ghafiqi i a la derrota a Aquitània, i a la consegüent derrota i destrucció de les bases musulmanes en el que ara és França, és molt probable que aquesta batalla tingués una importància macrohistòrica en aturar l'expansió de l'Islam a l'oest. Aquesta derrota va ser l'últim gran esforç de l'expansió islàmica mentre hi hagué encara un califat unit, abans de la caiguda de la dinastia dels omeies el 750, només 18 anys després de la Batalla de Poitiers. Gibbon i la seva generació d'historiadors estan probablement més encertats que la visió contemporània que pensa que la batalla no tingué un impacte històric més notable. La història àrab, escrita durant aquell període i els següents set segles, deixa clar que la derrota i mort d'Abd-ar-Rahman al-Ghafiqí es va veure, correctament, com una catàstrofe de grans dimensions. Això desmenteix els qui banalitzen la importància de la Batalla de Poitiers. Si Carles Martell hagués estat vençut a Poitiers, les conseqüències a llarg termini per al cristianisme europeu haurien estat probablement devastadores.

## Cultura popular
La batalla de Poitiers és un dels escenaris jugables a les campanyes cooperatives del videojoc Age of Empires II: The Conquerors, on apareix sota el nom de 'Tours (732)'.